# Гундерсен, Гундер
Гундер Гундерсен (12 сентября 1930, Аскер, Норвегия — 2 июня 2005, Осло, Норвегия) — норвежский двоеборец и спортивный функционер. Именно он придумал систему соревнований, названную в его честь — система Гундерсена.

## Карьера спортсмена
Во время активной карьеры он выиграл две медали на чемпионатах мира по лыжным видам спорта (1954: серебро, 1958: бронза) и три раза на Холменколленском лыжном фестивале в 1952, 1959 и 1960 годах. Он занял одиннадцатое место на зимних Олимпийских играх в Скво-Вэлли.

## Карьера функционера
С 1974 по 1979 он был председателем Комитета по лыжному двоеборью в Международной федерации лыжного спорта и  техническим директором по лыжному двоеборью на зимних Олимпийских играх 1980 года.
В 2000 избран почётным членом Международной федерации лыжного спорта.